# Herbert Cohen
Herbert Morris Cohen (New York, 7 giugno 1940) è un ex schermidore statunitense.

## Biografia
Ha partecipato ai Giochi della XVIII Olimpiade di Tokyo nel 1964 ed ai Giochi della XIX Olimpiade di Città del Messico nel 1968.
È il fratello dello schermidore Abraham Cohen.

## Palmarès
In carriera ha conseguito i seguenti risultati:
- Giochi Panamericani:

San Paolo 1963: oro nel fioretto a squadre e bronzo individuale.